# Světový pohár horských kol 2008
Světový pohár horských kol 2008 je série závodů na horských kolech organizovaná UCI a sponzorovaná firmou Nissan.
Závodilo se ve čtyřech disciplínách: cross country (9 závodů), downhill a fourcross (7 závodů) a marathon (2 závody).

## Cross country
| Datum             | Místo konání     | Vítěz            | Vítězka              |
| 20. dubna 2008    | Houffalize       | Julien Absalon   | Ren Chengyuan        |
| 27. dubna 2008    | Offenburg        | Julien Absalon   | Irina Kalentieva     |
| 4. května 2008    | Madrid           | Julien Absalon   | Gunn-Rita Dahle      |
| 1. června 2008    | Vallnord         | Christoph Sauser | Marga Fullana        |
| 8. června 2008    | Fort William     | Florian Vogel    | Marie-Hélène Prémont |
| 26. července 2008 | Mont Sainte-Anne | Julien Absalon   | Marie-Hélène Prémont |
| 3. srpna 2008     | Bromont          | Julien Absalon   | Catherine Pendrel    |
| 30. srpna 2008    | Canberra         | Ralph Näf        | Irina Kalentieva     |
| 13. září 2008     | Schladming       | Christoph Sauser | Maja Wloszczowska    |
| Celkové pořadí    | Celkové pořadí   | Julien Absalon   | Marie-Hélène Prémont |

- Nejlepší umístění českých reprezentantů:

| Závodník  | Belgie | Německo | Španělsko | Andorra | Skotsko | Kanada | Kanada | Austrálie | Rakousko |
| Huříková  | 9.     | 11.     | 22.       | 7.      | -       | 15.    | 7.     | 4.        | 13.      |
| Nash      | 26.    | 26.     | 10.       | 6.      | 14.     | 7.     | 3.     | -         | 7.       |
| Kulhavý   | 25.    | 38.     | 14.       | -       | -       | 6.     | 8.     | -         | 5.       |
| Spěšný    | 46.    | 35.     | 38.       | 25.     | 19.     | -      | -      | -         | 16.      |
| Friedl    |        |         |           | 49.     | 41.     | 30.    | 7.     | -         |          |
| Škarnitzl |        | 50.     | 42.       |         |         | 27.    | 36.    | -         | 26.      |

## Marathon
| Datum           | Místo konání   | Vítěz          | Vítězka       |
| 16. března 2008 | Manavgat       | Thomas Dietsch | Pia Sundstedt |
| 10. října 2008  | Omans          | Leonardo Paez  | Petra Henzi   |
| Celkové pořadí  | Celkové pořadí | Leonardo Paez  | Pia Sundstedt |

## Downhill
| Datum             | Místo konání     | Vítěz             | Vítězka         |
| 11. května 2008   | Maribor          | Sam Hill          | Sabrina Jonnier |
| 1. června 2008    | Vallnord         | Gee Atherton      | Rachel Atherton |
| 8. června 2008    | Fort William     | Greg Minnaar      | Tracy Moseley   |
| 26. červenec 2008 | Mont Sainte-Anne | Greg Minnaar      | Rachel Atherton |
| 2. srpna 2008     | Bromont          | Sam Hill          | Rachel Atherton |
| 31. srpna 2008    | Canberra         | Greg Minnaar      | Tracy Moseley   |
| 14. září 2008     | Schladming       | Samuel Blenkinsop | Rachel Atherton |
| Celkové pořadí    | Celkové pořadí   | Greg Minnaar      | Rachel Atherton |

## Fourcross
| Datum             | Místo konání     | Vítěz           | Vítězka           |
| 10. května 2008   | Maribor          | Rafael Alvarez  | Anneke Beerten    |
| 1. června 2008    | Vallnord         | Daniel Atherton | Anneke Beerten    |
| 7. června 2008    | Fort William     | Jared Graves    | Jana Horáková     |
| 26. července 2008 | Mont Sainte-Anne | Rafael Alvarez  | Melissa Buhl      |
| 2. srpna 2008     | Bromont          | Rafael Alvarez  | Anneke Beerten    |
| 30. srpna 2008    | Canberra         | Jared Graves    | Caroline Buchanan |
| 12. září 2008     | Schladming       | Romain Saladini | Romana Labounková |
| Celkové pořadí    | Celkové pořadí   | Rafael Alvarez  | Anneke Beerten    |